# Sydsudans historia

Politiska regioner i Sudan, juli 2006.
Sudan
Darfur
Östra fronten, juli 2006
Sydsudan
Abyei
Södra Kordofan och delstaten Blå Nilen

Efter två inbördeskrig mellan Sudans regeringstrupper och sydsudanesiska gerillarörelser i södra Sudan som startade på grund av oenigheter om makt, lokalt självstyre och om islamska sharia-lagar skulle införas i det övervägande icke-muslimska södra Sudan, grundades den sydsudanesiska gerillagruppen Sudanesiska folkets befrielsearmé (SPLA) 1983. Sedan sitt grundande har SPLA bekämpat de sudanesiska regeringen för att kunna bilda en självständig stat i södra Sudan. SPLA:s parlamentariska gren var Sudanesiska folkets befrielserörelse (SPLM).
Denna frihetskamp resulterade i att Sudan delades i två stater den 9 juli 2011 då södra delen av landet utropade sig som självständig stat med namnet Sydsudan.

## Folkomröstning
Vid en fredsuppgörelse i januari 2005 mellan regeringen och SPLA bestämdes att södra delen av Sudan skulle vara självstyrande och att en folkomröstning om självständighet skulle hållas i januari 2011. Sydsudan var de facto sedan vapenvilan självständigt.
Inför folkomröstningen var det viktigt att fastställa gränsen mellan norra och södra Sudan. Båda parterna i det övergripande fredsavtalet förband sig att godta domstolens beslut som slutgiltigt och bindande gällande gränserna i det omtvistade Abyei-området. Permanenta skiljedomstolen i Haag kom med ett utslag den 23 juli 2009 och därmed var grunden lagd för omröstningen.
Den 9 till 15 januari 2011 hölls folkomröstningen varvid 98,83 procent av de röstande ville ha en delning av Sudan.

## Sydsidan bryter förbindelserna med regeringen
Den 12 mars 2011 bröt Sydsudans då blivande regeringsparti förbindelserna med regeringen i Khartoum. 
Efter hårda strider med sydsudanesiska styrkor tog nordsudanesiska styrkor över kontrollen av den största staden i den omstridda regionen Abyei den 21 maj 2011. Striderna skedde efter att en kraftig militär uppladdning i området hade skett under den tidigare rådande vapenvilan. Anledningen till dessa strider är att gränsregionen Abyei har oljetillgångar och goda betesmarker.
Trots den olösta tvisten mellan nord och syd om regionen Abyei fortsatte förberedelserna i Sydsudan för självständighet. Afrikanska Unionen (AU) meddelade den 31 maj 2011 att en överenskommelse hade skett om upprättande av en demilitariserad zon mellan Nord- och Sydsudan i början av juli 2011. Den 21 juni 2011 undertecknades en överenskommelse mellan nord och syd om att upprätta en demilitariserad zon mellan de två blivande grannländerna. Sudans president meddelade att han inte tänkte acceptera Sydsudans självständighet om sydsidan räknar in Abyei som sitt.
FN:s säkerhetsråd röstade den 27 juni 2011 för att skicka en fredsbevarande trupp till det omstridda Abyeiområdet med ett mandat på sex månader som skulle vara på plats före självständighetsdagen den 9 juli 2011
Den 10 april 2012 intog Sydsudan staden Heglig på gränsen mellan de båda länderna  nära det omstridda området Abyei. Sudan svarade med flygbombningar och motanfall som slogs tillbaka. Sydsudan fick därmed kontroll över Sudans största oljekällor. Sudan avbröt fredssamtalen med Sydsudan den 11 april 2012. Fredssamtalen skulle ha genomförts efter att Sydsudan anklagade Sudan den 27 mars för att ha flygbombat i delstaten Unity och de där efterföljande striderna i det omstridda Abyei-området i Södra Kordofan.

## Den humanitära situationen inför självständigheten
Svenska kyrkan som har goda kontakter med det delvis kristna Sydsudan har tidigare uttryckt sin djupa oro "över den katastrofala humanitära och politiska situationen".

## Internationella relationer vid självständighetsförklaringen
Den 9 juli 2011 utropade Sydsudan sig självständigt från Sudan.

Gul: Sydsudan
Grön: Stater som har erkänt Sydsudan

Sudan erkände staten Sydsudan från och med den 9 juli liksom Sverige och flera andra länder. FN erkände Sydsudan som FN:s 193:e medlemsstat den 14 juli 2011. Alla FN:s permanenta medlemmar av säkerhetsrådet meddelade att de skulle erkänna Sydsudan som stat.
Europeiska unionen (EU) och dess medlemsstater lyckönskade det sydsudanska folket till dess självständighet
Sudan meddelade att de planerat att öppna en ambassad i Juba, liksom Storbritannien, vilket Sverige gjorde redan den 5 januari 2011.
Den svenska regeringen var representerad genom biståndsminister Gunilla Carlsson i huvudstaden Juba när Sydsudan utropade sin självständighet den 9 juli 2011.
En del statsöverhuvuden uttryckte sin oro över Sydsudans kommande självständighet, men ingen av dem  deklarerade att de inte skulle erkänna den nya staten; Eritreas president Isaias Afewerki opponerade sig mot ett självständigt Sydsudan, Irans president Mahmoud Ahmadinejad motsatte sig en delning av Sudan. och Libyens dåvarande ledare Muammar Gaddafi sade i oktober 2010 att situationen i Södra Sudan "skulle kunna bli en smittsam sjukdom som påverkar hela Afrika".